# علم مدينة إشبيلية
علم مدينة إشبيلية هو العلم الخاص بمدينة إشبيلية الإسبانية التي هي عاصمة مقاطعة إشبيلية، وهو علم خاص بالمدينة فقط ويختلف عن علم مقاطعة إشبيلية ككل.

## وصف العلم
العلم عبارة عن خلفية باللون القرمزي وفي وسطها الشعار NO8DO باللون الذهبي.

## الشعار
" NO8DO " هو الشعار الرسمي لمدينة إشبيلية. ويعتقد شعبيا أن يكون اللغز يدل على الإسبانية «لا لي ها ديجادو»، بمعنى «و [إشبيلية] لم تتخل لي»، والرمز الذي يشبه رقم ثمانية الذي في الوسط يمثل madeja ، أو خصلة خيوط من الصوف. في إشارة إلى إخلاص المدينة لعاهل القرون الوسطى ألفونسو اكس إل سابيو في الحرب التي حافظ عليها ضد ابنه سانشو، على الرغم من أن هناك نظريات أخرى حول أصلها المحتمل. وهو موجود في العديد من المباني وهو رمز البلدية.
ويذكر في الاساطير ان الفونسو نال لقب الملك ألفونسو العاشر، الذي كان مقيما في الكازار في المدينة وبدعم من المواطنين عند ابنه، في وقت لاحق سانشو الرابع من قشتالة، حاول اغتصاب العرش. والشعار NO8DO موجود على شعار البلدية.